# Pristimantis ventrigranulosus
Espèce
Pristimantis ventrigranulosus est une espèce d'amphibiens de la famille des Craugastoridae.

## Répartition
Cette espèce est endémique du Goiás au Brésil. Elle se rencontre à Piranhas vers 400 m d'altitude.

## Publication originale
- Macial, Vaz-Silva, de Oliveira & Padial, 2012 : A new species of Pristimantis (Anura: Strabomantidae) from the Brazilian Cerrado. Zootaxa, no 3265, p. 43-56.